# Rashida Jones
Rashida Leah Jones (født 25. februar 1976) er en amerikansk skuespiller, model og musiker, bedst kendt som Karen Filippelli i komedieserien The Office og som Ann Perkins i Parks and Recreation. Senest har Jones spillet med i komediefilmen I Love You, Man i 2009. Rashida Jones er desuden datter af pladeproducenten Quincy Jones.